# Austin Wycisk
Austin Wycisk (* 8. Oktober 1980 in Windsor, Ontario) ist ein deutsch-kanadischer Eishockeyspieler, der zuletzt bei den Kassel Huskies in der DEL2 unter Vertrag stand.

## Karriere
Wycisk begann seine Karriere in der Saison 2002/03 am St. Clair College in der Ontario Colleges Athletic Association (OCAA) und nahm während seines anschließenden Studiums in Maschinenbau für die Lakehead University am Spielbetrieb der Canadian Interuniversity Sport teil.
Im Jahr 2005 wechselte der Angreifer nach Deutschland, wo er einen Vertrag beim REV Bremerhaven aus der 2. Bundesliga unterschrieb. Nachdem er mit den Bremern den Aufstieg in die Deutsche Eishockey Liga nach einer Finalniederlage gegen die Straubing Tigers nur knapp verpasst hatte, wechselte der Kanadier zum Aufsteiger EV Landsberg. Mit den Oberbayern konnte Wycisk in der Saison 2006/07 den Klassenerhalt feiern, im folgenden Jahr stieg der Verein allerdings in die Oberliga ab.
Daraufhin wechselte Austin Wycisk zur Saison 2008/09 zum EHC München.
Am 13. Juli 2010 wurde bekannt, dass Wycisk in die Deutsche Eishockey Liga wechselt und sich dem deutschen Vizemeister von 2010, Augsburger Panther, anschloss. Vorerst erhielt er einen Vertrag bis 30. Oktober 2010, mit Option auf Verlängerung bis Saisonende. Im Juni 2011 wurde Wycisk von den Eispiraten Crimmitschau verpflichtet und zunächst mit einem Kontrakt für eine Spielzeit ausgestattet. Nach der Saison 2012/13 erhielt er keine Vertragsverlängerung aufgrund finanzieller Einschränkungen seitens des Vereins.
Nach einem kurzen Intermezzo beim Bayernligisten EC Pfaffenhofen erhielt Wycisk im November 2013 einen Vertrag bei den Kassel Huskies. In der Saison 2015/16 holte er mit Kassel den DEL2-Meistertitel.

## Erfolge und Auszeichnungen
- Vizemeister 2. Eishockey-Bundesliga 2005 und 2009
- Meister der DEL2 2016

## Karrierestatistik
(Legende zur Spielerstatistik: Sp oder GP = absolvierte Spiele; T oder G = erzielte Tore; V oder A = erzielte Assists; Pkt oder Pts = erzielte Scorerpunkte; SM oder PIM = erhaltene Strafminuten; +/− = Plus/Minus-Bilanz; PP = erzielte Überzahltore; SH = erzielte Unterzahltore; GW = erzielte Siegtore; 1 Play-downs/Relegation; Kursiv: Statistik nicht vollständig)